# Mohamed Abdallah
Mohamed Abdallah (...) è un allenatore di calcio ed ex calciatore sudanese.

## Carriera
Durante la Coppa d'Africa 2012 ha raggiunto la qualificazione ai quarti di finale; il cammino della Nazionale sudanese si è fermato lì a causa della sconfitta per 3-0 ad opera dello Zambia.
In precedenza, Abdallah era stato egli stesso capitano della sua nazionale.